# Омерта
Омертà (на италиански: omertà – солидарност, взаимопомощ между престъпници), обикновено касае мълчанието относно престъпление или обстоятелствата, свързани с него, по начин да възпрепятства издирването и предаването на правосъдието на виновния, и обикновено е резултат на преки интереси или страх. В този смисъл се използва и като правен термин. С времето е придобил значението и понякога се използва и като солидарност между престъпници в по-общ смисъл.

## Етимология
Приема се, че произлиза от италианската дума umiltà [умилтà] (на латински: humilitas) – скромност, смирение.
В Италия оригинално терминът се отнася до практиката сред организираната престъпност (наричана също и „законът на мълчанието“), да се запазва мълчание относно името на автора на дадено престъпление, така че той да не може да бъде достигнат от ръката на закона, а (евентуално) единствено от отмъщението на близките на потърпевшия. Поради тази причина групите на организираната престъпност, като мафията, камората, ндрангета и др. понякога биват наричани и „общности на омертата“.
Извън Италия думата придобива известност с романа на Марио Пузо „Кръстникът“, който впоследствие е екранизиран от Франсис Форд Копола. В главните роли на филма играят Марлон Брандо, Ал Пачино и Робърт Де Ниро.